# Bogdan Góralczyk

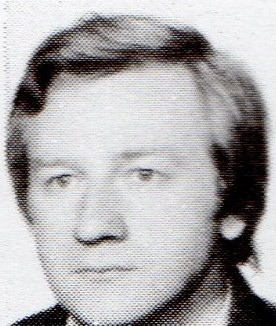
ok. 1989

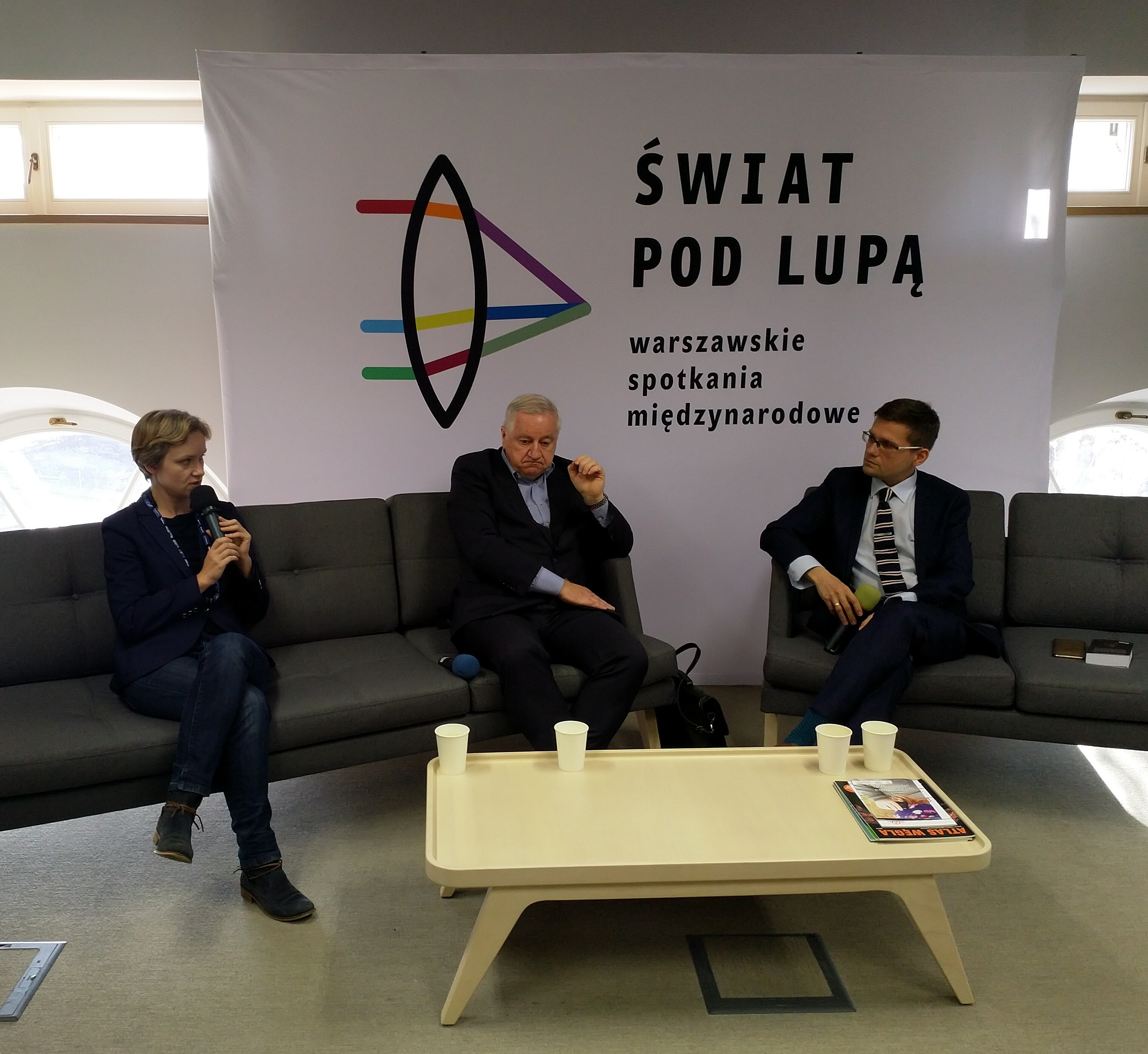
Bogdan Góralczyk (w środku, 2019)

Bogdan Jacek Góralczyk (ur. 16 sierpnia 1954 w Siedlcach) – polski politolog, sinolog, hungarysta, dyplomata i publicysta, profesor nauk społecznych.

## Życiorys
Ukończył szkołę średnią w Siedlcach oraz studia w zakresie dziennikarstwa i sinologii w Instytucie Orientalistycznym Wydziału Neofilologii na Uniwersytecie Warszawskim. Na UW uzyskał też doktorat w 1983 oraz habilitację w 2005. W 2021 uzyskał tytuł profesora nauk społecznych. Stypendysta m.in. Programu Fulbrighta na Uniwersytecie Kalifornijskim w San Diego w l. 1989–1990 oraz Leadership Seminary Uniwersytetu Georgetown w Waszyngtonie.
Od 1984 do 1991 pracował w Polskim Instytucie Spraw Międzynarodowych. W latach 1991–1998 przebywał na placówce dyplomatycznej w Budapeszcie jako kierownik wydziału politycznego i zastępca ambasadora. Od listopada 2001 do maja 2003 szef gabinetu ministra spraw zagranicznych Włodzimierza Cimoszewicza. W latach 2003–2008 był ambasadorem RP w Tajlandii, akredytowanym także w Republice Filipin i Związku Mjanmy (d. Birma).
Od 1998 związany zawodowo z Uniwersytetem Warszawskim. Został profesorem w Centrum Europejskim UW, w latach 2016–2020 pełniąc tam funkcję dyrektora. Profesor wizytujący na wielu uniwersytetach, w tym w Chinach i Indiach.
Specjalizuje się we współczesnych stosunkach międzynarodowych, ze szczególnym uwzględnieniem roli Chin. Zajmuje się także globalizacją, transformacją pokomunistyczną i problematyką węgierską. Od 2012 zaangażowany w wieloletni projekt nt. badań sinologicznych na globie, prowadzony przez Państwowy Uniwersytet Tajwański, a od 2015 także Chińską Akademię Nauk Społecznych w Pekinie. W latach 2010–2012 redaktor naczelny rocznika naukowego „Azja-Pacyfik”, a w latach 2016–2020 „Yearbook of Polish European Studies”. Członek Komitetu Prognoz Polskiej Akademii Nauk.
Regularny komentator medialny, głównie w TVN24 Biznes i Świat oraz radiu Tok FM. Stale publikuje m.in. na portalach obserwatorfinansowy.pl, xyz.pl, wp.pl oraz nowakonfederacja.pl. 

## Życie prywatne
Brat dyplomaty Zdzisława Góralczyka.
Zna języki: angielski, węgierski, rosyjski, chiński i hiszpański.

## Odznaczenia
W 2013 otrzymał Krzyż Wielki Orderu Sikatuny, najwyższe odznaczenie filipińskie przyznawane obcokrajowcom.

## Publikacje
- Pekińska Wiosna 1989, Warszawa 1999.
- Węgierski pakiet, Warszawa 2000 (wersja węgierska: Magyar törésvonalak, Budapest 2001).
- Węgry: Transformacja pokomunistyczna 1990–2003, Warszawa 2003.
- Zmierzch i brzask. Notes z Bangkoku, Toruń 2009 (drugie, uaktualnione wydanie, Warszawa 2024).
- Chiński feniks. Paradoksy wschodzącego mocarstwa, Wydawnictwo Akademickie Dialog, Warszawa 2009 (wydanie II, Warszawa 2022).
- Polska-Chiny. Wczoraj, dziś, jutro (red.), Toruń 2009 (Rozszerzona wersja anglojęzyczna 2014).
- Złota ziemia roni łzy. Esej birmański, Warszawa 2010 (wyd. II rozszerzone i uaktualnione Warszawa 2021).
- Przebudzenie smoka. Powrót Chin na scenę globalną, Wydawnictwo Rambler, Warszawa 2012.
- Sun Yat-sen. Misjonarz rewolucji, Warszawa 2013.
- Unia Europejska jako aktor na scenie globalnej. Razem czy osobno?, Warszawa 2014.
- European Union on The Global Scene: United or Irrelevant?, Warsaw 2015.
- Wielki Renesans. Chińska transformacja i jej konsekwencje, Wydawnictwo Akademickie Dialog, Warszawa 2018.
- Węgierski Syndrom Trianon, Warszawa 2020.
- Świat Narodów Zagubionych, wywiad-rzeka (Natalia Kołodyńska-Magdziarz), Warszawa 2021.
- Nowy Długi Marsz, Wydawnictwo Akademickie Dialog, Warszawa 2021 (wersja angielska, The New Long March, Peter Lang, Berlin-Chennai-London-New York-Oxford 2024).
- Nowa gra w Chińczyka, wspólnie z Marcinem Jacoby i Tomaszem Sajewiczem, Warszawa 2024.
- Ojczulkowie. Filary czy przekleństwo Węgrów? Warszawa 2024.